# Конфлюенс (Пенсільванія)
Конфлюенс (англ. Confluence) — місто (англ. borough) в США, в окрузі Сомерсет штату Пенсільванія. Населення — 722 особи (2020).

## Географія
Конфлюенс розташований за координатами 39°48′36″ пн. ш. 79°21′17″ зх. д. / 39.81000° пн. ш. 79.35472° зх. д. (39.810059, -79.354745).  За даними Бюро перепису населення США в 2010 році місто мало площу 4,35 км², з яких 4,15 км² — суходіл та 0,21 км² — водойми.

## Демографія
Згідно з переписом 2010 року, у селищі мешкало 780 осіб у 344 домогосподарствах у складі 188 родин. Густота населення становила 179 осіб/км².  Було 422 помешкання (97/км²).
Расовий склад населення:
| - 96,3 % — білих - 0,3 % — чорних або афроамериканців - 0,3 % — азіатів |

До двох чи більше рас належало 2,9 %. Частка іспаномовних становила 1,7 % від усіх жителів.
За віковим діапазоном населення розподілялося таким чином: 21,0 % — особи молодші 18 років, 58,5 % — особи у віці 18—64 років, 20,5 % — особи у віці 65 років та старші. Медіана віку мешканця становила 45,0 року. На 100 осіб жіночої статі у селищі припадало 87,5 чоловіків;  на 100 жінок у віці від 18 років та старших — 87,2 чоловіків також старших 18 років.
Середній дохід на одне домашнє господарство  становив 38 232 долари США (медіана — 26 346), а середній дохід на одну сім'ю — 48 470 доларів (медіана — 40 556). Медіана доходів становила 25 156 доларів для чоловіків та 25 221 долар для жінок. За межею бідності перебувало 20,3 % осіб, у тому числі 34,1 % дітей у віці до 18 років та 5,7 % осіб у віці 65 років та старших.
Цивільне працевлаштоване населення становило 247 осіб. Основні галузі зайнятості: освіта, охорона здоров'я та соціальна допомога — 28,3 %, роздрібна торгівля — 18,2 %, мистецтво, розваги та відпочинок — 9,7 %, будівництво — 9,3 %.